# Stefano Scotto
Pour les articles homonymes, voir Scotto.
Stefano Scotto ou encore Giovanni Stefano Scotto, (Milan, (vers 1450 - après 1508)  est un peintre italien de la haute Renaissance, actif à la fin du XVe et au début du XVIe siècle.

## Biographie
Gaudenzio Ferrari fut un de ses élèves.

## Œuvres
- Fresques (1510-1515), église Santa Maria delle Grazie, Bellinzone, Suisse.
- Complainte sur le Christ mort,

## Sources
- x